# IF Karlstad Fotboll
IF Karlstad Fotboll ist ein schwedischer Fußballverein aus Karlstad.

## Geschichte
Der Verein entstand am 25. November 2019 durch den Zusammenschluss der Vereine Carlstad United BK und Karlstad BK.
Beide Vorgängervereine spielten bis zum Zusammenschluss in der drittklassigen Division 1, Staffel Norra.

## Vorgängervereine

### Carlstad United BK
Carlstad United BK wurde am 12. April 1998 gegründet. Das neue Team setzte sich im Wesentlichen aus Spielern der Vereine Norrstrands IF und Hertzöga BK zusammen. In der Spielzeit 2000 nahm der Klub den Platz von FBK Karlstad in der viertklassigen Division 3 Västra Svealand ein.
Zuletzt belegte der Verein den 4. Platz in der Division 1 Norra.

### Karlstad BK
Karlstad BK wurde am 19. Oktober 1923 durch die Fusion der Fußballabteilungen des Karlstads Idrottsklubb und von IF Göta gegründet.
Der Verein gehörte 33 Spielzeiten der zweithöchsten schwedischen Spielklasse an. Zuletzt belegte der Verein den 5. Platz in der Division 1 Norra.